# Naja samarensis
Naja samarensis – gatunek jadowitego węża z rodziny zdradnicowatych (Elapidae).
Występowanie:
Filipiny na wyspach Mindanao, Samar, Leyte, Bohol, Camiguin, Dinagat.
Opis: Osiąga 120 cm długości; jednolicie czarna, skóra między łuskami jasnożółta, brzuch kremowy, część gardła żółta, a część czarna.